# A szolcsvai Búvópatak barlangja
A szolcsvai Búvópatak barlangja (románul: Peștera Huda lui Papară) a Torockói-hegységben, Alsószolcsva vidékén található.

## Története
A barlang első írásos említése 1839-re vezet vissza. A szerző, Ignatz Lenk von Traunfeld, csak megemlíti, de bejárni valószínűleg nem járhatta be.
Aki már a barlang feltárásával is foglalkozott, az Dr. Balogh Ernő, aki 1938-ban kezdi el bejárni a barlangot, és 1950-ben pedig a rendszeres kutatásnak és feltérképezésnek kezd neki. Iránytűvel és tachiméterrel annyira pontos térképet készített, hogy mind a mai napig referenciának használható.
1979–1984 között a balázsfalvi Polaris barlangászklub térképezte fel a barlangot, és kiépítették a bejárati szakaszt. A vasúti sínekből összeállított hídrendszert elmosták az árvizek, ma már használhatatlan állapotban vannak.

## Földrajzi helyzete

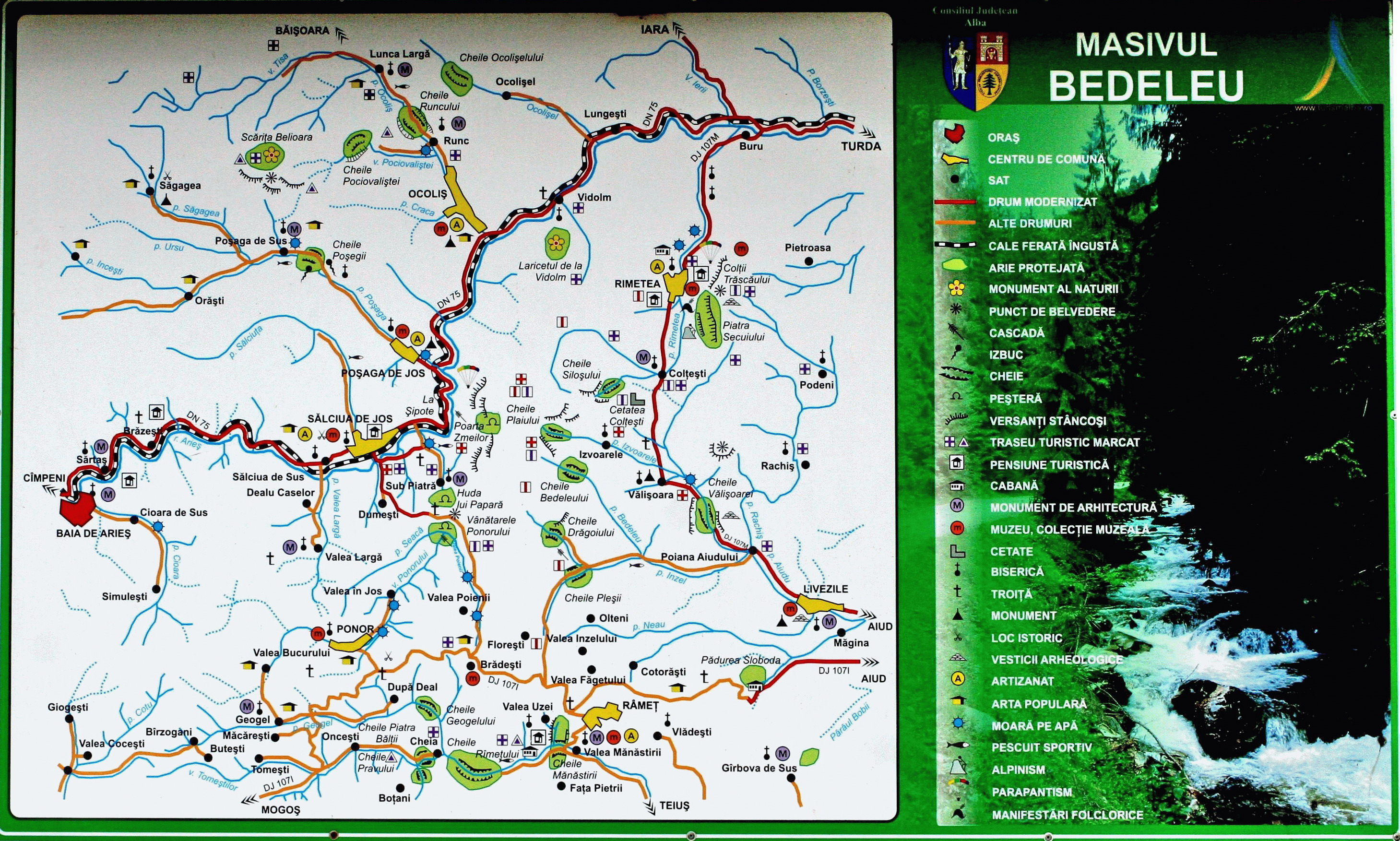
A Bedellői-karsztplató térképe

A szolcsvai Búvópatak barlangjának bejárata az Aranyos völgyében, Alsószolcsva községtől DK-re, 4 km távolságra van, míg a víznyugat a kijárattól DNY-ra mintegy 900 méterre. Itt van a Ponor, a  Poeni és a Szárazvölgy patakok egyesült víznyelője. A bejáratnál néhány ház, egy panzió, egy fatemplom, valamint egy kolostor (Schitul de Sub Piatră) látható.
A barlang víznyelője (a víznyugat), melyet Dâlbina-nak neveznek, tulajdonképpen egy szifon nyílása, vagyis járhatatlan.
A barlang egy mérsékelten kanyargó, alagútszerű aktív (vizes) járatból áll, több fosszilis (száraz) járattal, és néhány teremmel.

## Megközelítés

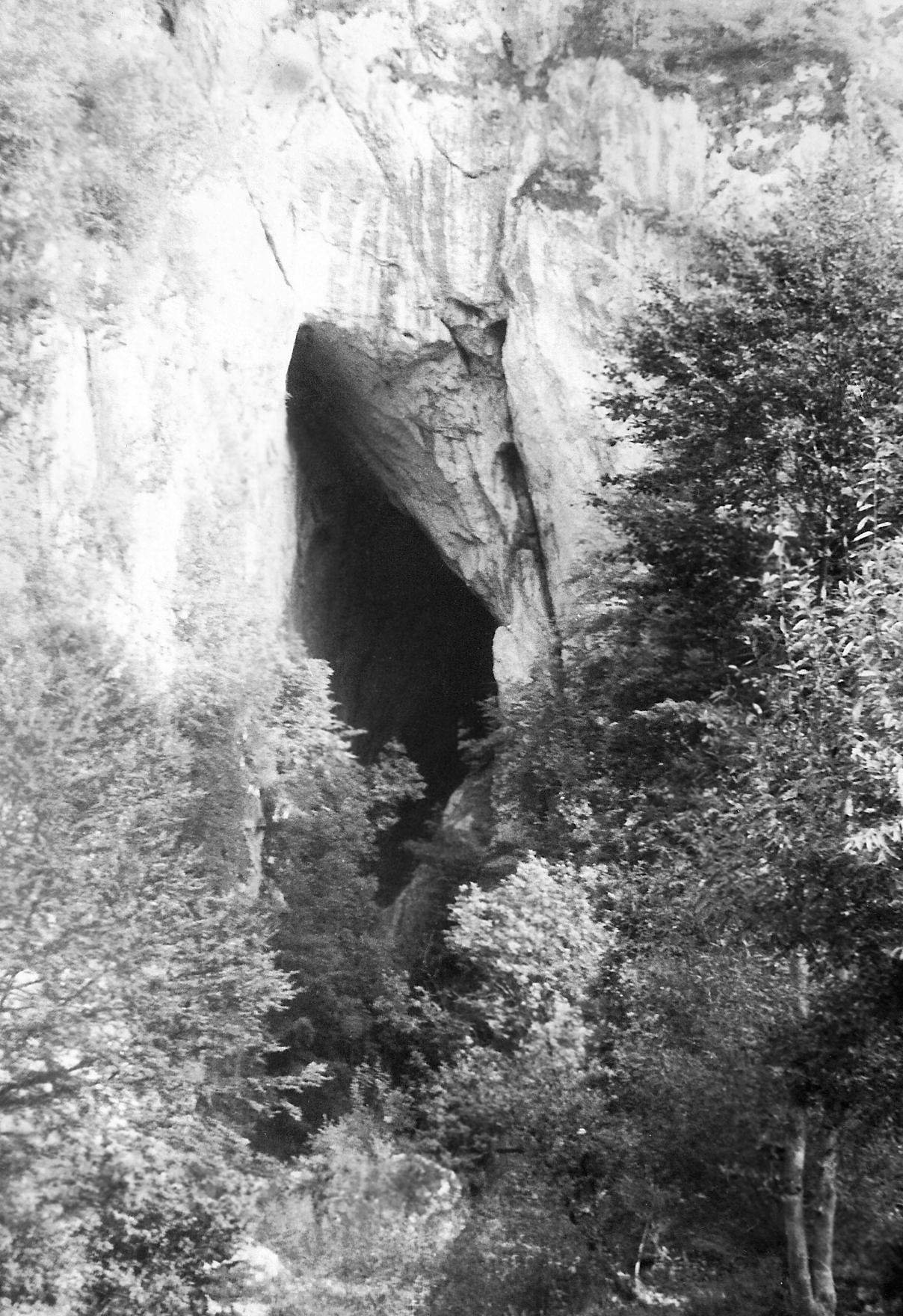
A bejárat

1. A legkényelmesebben a Torda–Abrudbánya útról (DN75) közelíthető meg. A Tordától 45 km-re levő Alsószolcsva (románul Sălciua de Jos) község központjában egy út vezet balra. Egy irányjelző tábla mutatja az utat a barlang bejáratánál levő kolostorhoz (Schitul Sub Piatră). A kolostor előtti parkolótól továbbindulva néhány perc után egy lengőhídhoz érünk. A híd túloldalán egy fedett turista-étkezőhely mellett vezet el. A közelben, 30 méternyire, van egy forrás is. Ezen a helyen lehet enni-inni és beöltözni. A csomagokat teljes bizalommal otthagyhatjuk a bejárat melletti három tanya bármelyikénél. A bejárat innen kb. 500 méternyire van.
A tömegközlekedési eszközökkel utazóknak tudniuk kell, hogy a keskeny nyomtávú vonatot kivonták a forgalomból, az autóbusz pedig az aranyosgyéresi vasúti pályaudvar elől indul.
Menetidő: 1 óra (4 km).
2. A Nagyenyed–Borrév útról is eljutunk a barlanghoz. Enyedtől 17 km-re Bedellő (Izvoarele) falunál leszállunk a buszról, és gyalog folytatjuk utunkat. Az úttól 1 km-re fekvő faluból két turistaút indul. Az egyik, a sárga kereszttel jelzett, az alsószolcsvai fűrészmalomhoz vezet, a másik, jelzés nélküli út pedig a barlanghoz. Ez utóbbit választva, a falut az enyhén balra tartó földúton hagyjuk el. Az út rövidesen emelkedni kezd, és nemsokára egy jellegzetes formájú sziklakapun haladunk át. Innen egy pillantást vethetünk a Székelykőre. Egy darabig ugyanazon a szinten haladva ismét egy emelkedőhöz érkezünk, ezen feljutva egy havasi legelőn haladunk át, aminek a közepén látható a következő tájékozódási pont: egy kiépített forrás. A szekérút, amin eddig jöttünk, itt véget ér.
A forrást elhagyva, jobboldalt egy parányi faházikót látunk a hegyoldalban. Változatlan irányban haladva az utunk ismét emelkedni kezd, és a távolban feltűnik a Bedellő-csúcs (1227 m), és az ösvény ezt megkerülve, É–ÉNY irányban halad tovább. A tetőről leereszkedve kiérünk az erdőből egy kaszálóra. Itt már jól látszik a balra tartó ösvény, amin haladva kb. 25-30 perc múlva elérjük a zárdát, amit balra megkerülve a barlang szájához jutunk.
Menetidő: 6 óra (12 km).
3. A harmadik út szintén Nagyenyedről indul, és Fenyősremete (Brădești) falun keresztül vezet a barlanghoz. A fenyősremetei buszmegállótól kényelmes, széles szekérút vezet a barlang víznyelőjéhez, innen már csak le kell ereszkednünk a nyeregben látható kereszt mellől induló ösvényen.
Menetidő: 2 óra (7 km).

## A barlang
A barlang bejárata (567 méter tengerszint feletti magasságban) egy 35 m magas és az alapjainál 4 m széles éket formáz. Rögtön a bejáratnál 1–1,5 m mély víz fogad. A patak felett, egy 1986-ban, a balázsfalvi barlangászok által elhelyezett pallók maradványai láthatók, valamint a bal oldalon egy fából készített, korláttal is ellátott járda látható, de egyik sincs használható állapotban, úgyhogy marad a vízben gázolás. 
A barlang bejárásának legalkalmasabb ideje a nyár vége, amikor a legkisebb a vízállás. Ilyenkor, a legmélyebb vizekben is el tudunk menni, úgyhogy 1,3–1,5 méternél mélyebb szakaszokat nem kell átlábalnunk.
Körülbelül 50 m-re a bejárattól látható a Legyezővízesés, és rögtön utána a hatalmas Kőszív alatt haladunk át. A Kőszív egy lezuhant szív alakú szikla, ami megszorult a barlang két fala között. A Kőszív után is egy vízesés van, amit a bal parton, egy sziklát megmászva tudunk leküzdeni.
A folyosó falai fokozatosan szélesednek, a kezdeti 5 - 7 méterről egész 30 méterig.
A patak jobb partján (DNy-i irányban) nyílik az átlagosan 60 méter átmérőjű Csodaterem, ami a gazdag cseppkőalakzataival kápráztatja el a látogatót. A terem meredeken emelkedik. A terem bejárata és a legmagasabb pont közötti magasságkülönbség 46 méter. Ahogy emelkedünk, egyre érdekesebb alakú cseppköveket látunk. Mivel a Csodaterem felső felében mindig melegebb van (13 - 20 fok C), mint a barlang többi részében, és ezért a barlangi táborozásra ez a legmegfelelőbb hely. A terem felsőbb szakaszáról visszatekintve, megfelelő fényviszonyok mellett még észlelhető a külvilág derengése, pedig már több mint 300 méterre vagyunk a bejárattól. Ez azért lehetséges, mert a bejárat nagyon magas, és a járat magassága a Csodateremig pedig nem csökken számottevően.
A Csodaterem utáni szakasz már csak gyakorlott barlangászoknak ajánlott.
Az aktív járat bal oldalán haladva jutunk tovább a barlang belsejében. A járat fokozatosan szűkül, előbb 20 m-re, majd 10 m-re a Kucsma nevű sziklánál.
Továbbhaladunk a patak mentén, és egy kis idő után két balról érkező, vakon végződő folyosóhoz érünk. Ebbe az oldalágba az állónak tűnő víz hirtelen elmélyül, és egy eddig még tüzetesebben nem kutatott szifonban végződik.

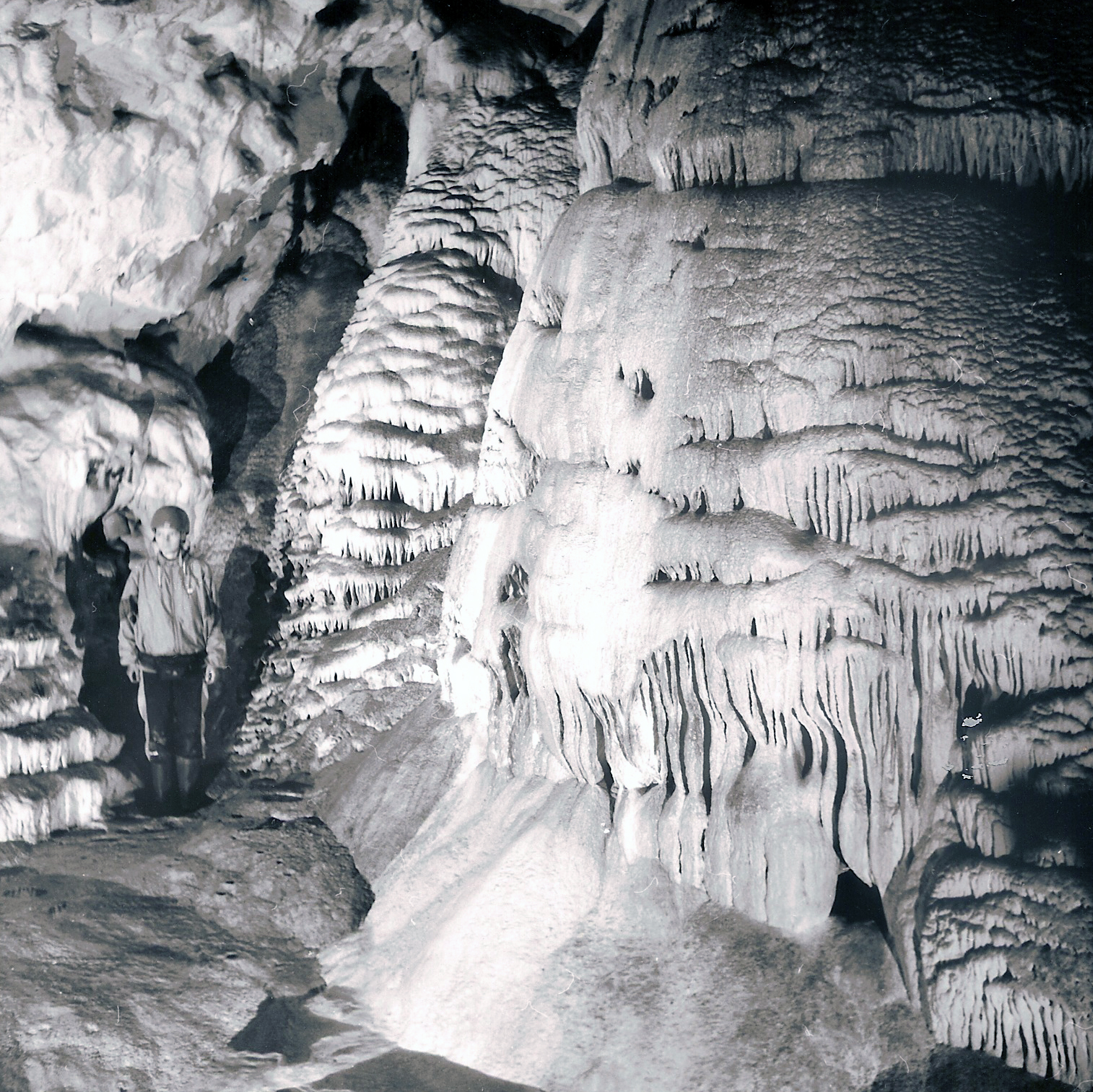
A Karácsonyfa

Egy kicsivel beljebb, ugyancsak baloldalt egy leágazást találunk, amit egy 15 méteres kapaszkodó után érünk el (a Nagy Pántlikagiliszta nevű cseppkőfolyással szemben). A továbbhaladást egy beépített lánc segíti. Egy fosszilis járatba jutunk – a Törpék Országába. Néhány méter után, balra kezdődik a Labirintus, majd beljebb, jobboldalt egy másik járatot találunk, ami szintén a Labirintusba vezet. Mindkét út nehezen járható. Mielőtt elindulnánk a két járat valamelyikén, érdemes végigjárni a Törpék Országát. A folyosón az apró medencéket kerülgetve jutunk el a Karácsonyfához, egy csodálatos cseppkőfolyáshoz. Ez után egy terem, a Szűzterem következik, de ide a Törpék Országából csak kötéllel ereszkedhetünk le (15 m).
A Labirintus első bejárata a járat első méterein, bal oldalról indul. Lélekszorítókkal tarkított folyosó, ami a Farkasveremnél találkozik a másik járattal. A második bejárat a Törpék országának utolsó szakaszán, jobboldalt, körülbelül 3 m-es magasságban kezdődik. Mivel a járatok több emeleten húzódnak, sok a vakjárat, a járatot jól ismerő barlangász kísérete nélkül senki ne induljon neki.
Az aktív járatba visszaereszkedve folytatjuk utunkat. Néhány perc múlva, balra található egy alacsony járat, ami ugyancsak a Szűzterembe vezet. A járat fokozatosan szűkül, annyira, hogy az utolsó szakasza csak kúszva járható. A terembe egy körülbelül 3 méteres ereszkedő után jutunk be. A terem közepén látható egy vékony sztalagmit maradványa fogad (Török Basa), és a terem bal felén pedig számos más cseppkőképződmény.
A teremből egy harmadik útvonalon is kijuthatunk. Közvetlenül a bejárat alatt van egy másik járat, ami szintén csak hason csúszva járható, de az előző járathoz képest sokkal sárosabb.
A kevéssel feljebb található félszifon felett egy keresztet láthatunk, amit egy balesetet szenvedett barlangász emlékére állítottak. Ez a kereszt hivatott emlékeztetni minden erre járót, hogy csak csapadékmentes időben induljon el bejárni ezt a barlangot, mert tartós esőzés, illetve hóolvadás idején a patak szintje annyira megemelkedhet, hogy eláraszthatja a kivezető folyosót.

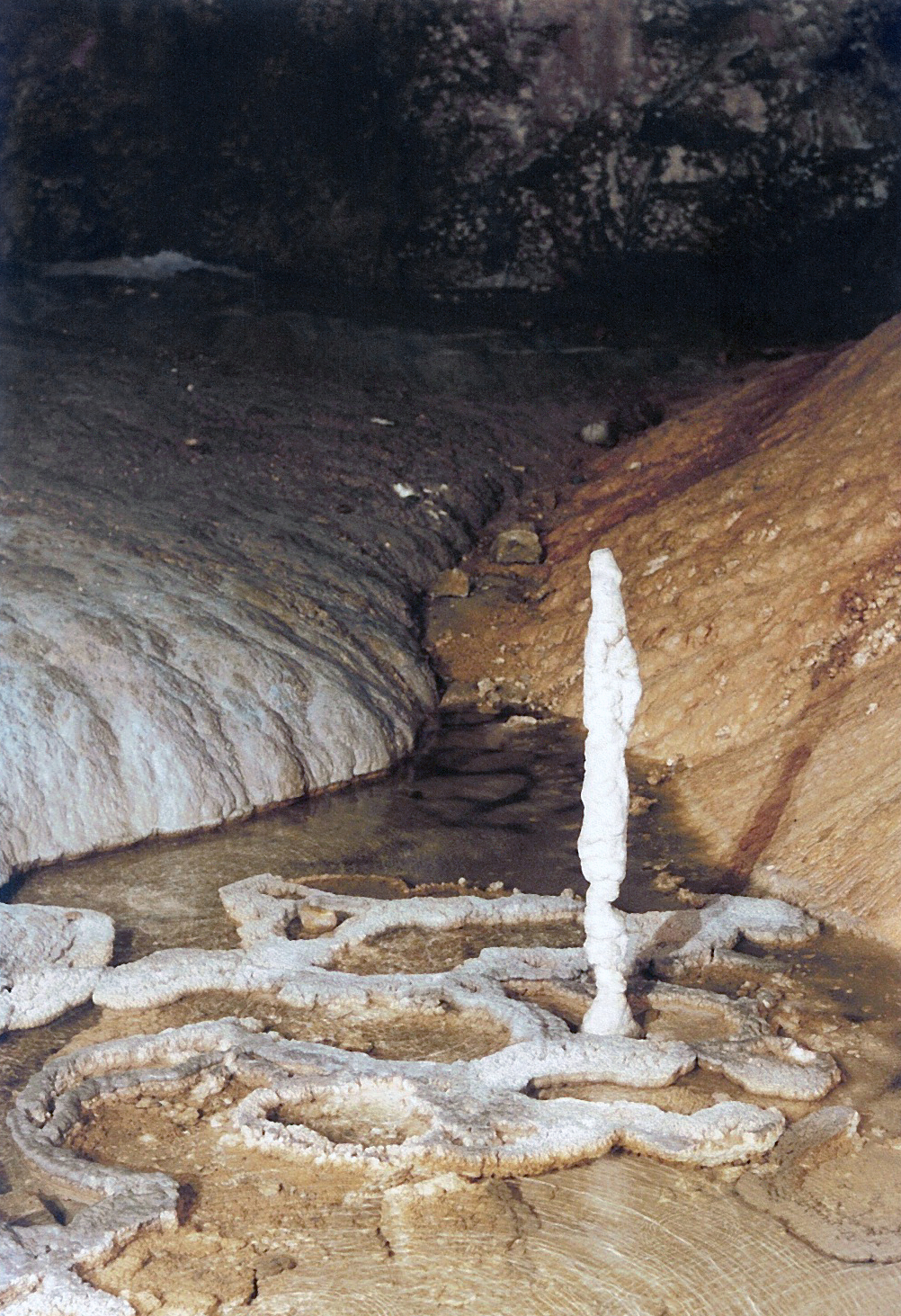
Cseppkőmedencék a Szűzteremben

A félszifon előtt, balra, találhatjuk a Hallgatás termét, aminek a szépségét a csöpögő víz által a talajba vájt formák adják. A teremből egy kis hozamú csermely csörgedezik elő, ami a terem keleti feléből, egy járhatatlanul szűk járaton jön a terembe.
A félszifon nem jelenti az utunk végpontját; körülbelül 5-6 méternyire a szifontól, balra, egy szűk járaton keresztül megkerülhetjük ezt az akadályt.
A barlang egy új arca tárul elénk; a járat kezdetben alacsony, és a mennyezetről ferde, penge alakú sziklasorok ereszkednek alá. Jól látható, hogy a főjárat törésvonalát merőlegesen metszi  egy másik törésvonal.
Ha egyenesen előre megyünk, a szemközti falon 2 méter magasságban találjuk a Polaris járatot. Érdekessége a járat formájában rejlik - jól látszik, ahogy a nagy nyomással áramló víz a kiutat kereste.
A patak mentén továbbhaladva két kanyar után, ismét csak baloldalt, egy újabb terembe érünk, a New York-terembe. Ugyanabban a magasságban egy 6 méter magas, kétágú vízesés robaja töri meg a barlang csendjét - az Ikervízesés, amit a vízesés bal oldalán, sziklamászással kerülhetünk meg. Az Ikervízesés után közvetlenül az Összerázott Világba érünk, amit a hatalmas, lezuhant sziklatömbök uralnak. A plafon a semmibe vész. A terem déli csücskében tör be a barlangba a víz. A barlang hátralevő szakaszát homokos, kavicsos talaj jellemzi, majd egy tó következik, ami a Végszifonban végződik. A Végszifon belső és külső nyílása közötti távolság körülbelül 20 méter. A szifonon belül a járat nagyon szűk. Ezt bizonyítja, hogy a víznyugatnál levő dolina nagyobb záporok, hóolvadás után sokszor eldugul, és ilyenkor nem ritka, hogy a víz szintje 15-20 méternyit is nő. Amikor a víz nyomása elegendő lesz ahhoz, hogy kilökje a szifonba szorult dugaszt (főleg fatörzsroncsokat), lezúdul a teljes vízmennyiség, nemcsak a barlangot árasztva el, hanem a kijárat utáni völgyet is.
Az utunk itt véget ér. Visszafele a patak folyásirányát kell követnünk, és így alkalmunk nyílik új szemszögből is megcsodálni ezt a föld alatti világot.
Menetidő: a Csodateremig 2 óra, a Végszifonig 5 óra (a labirintus nélkül).

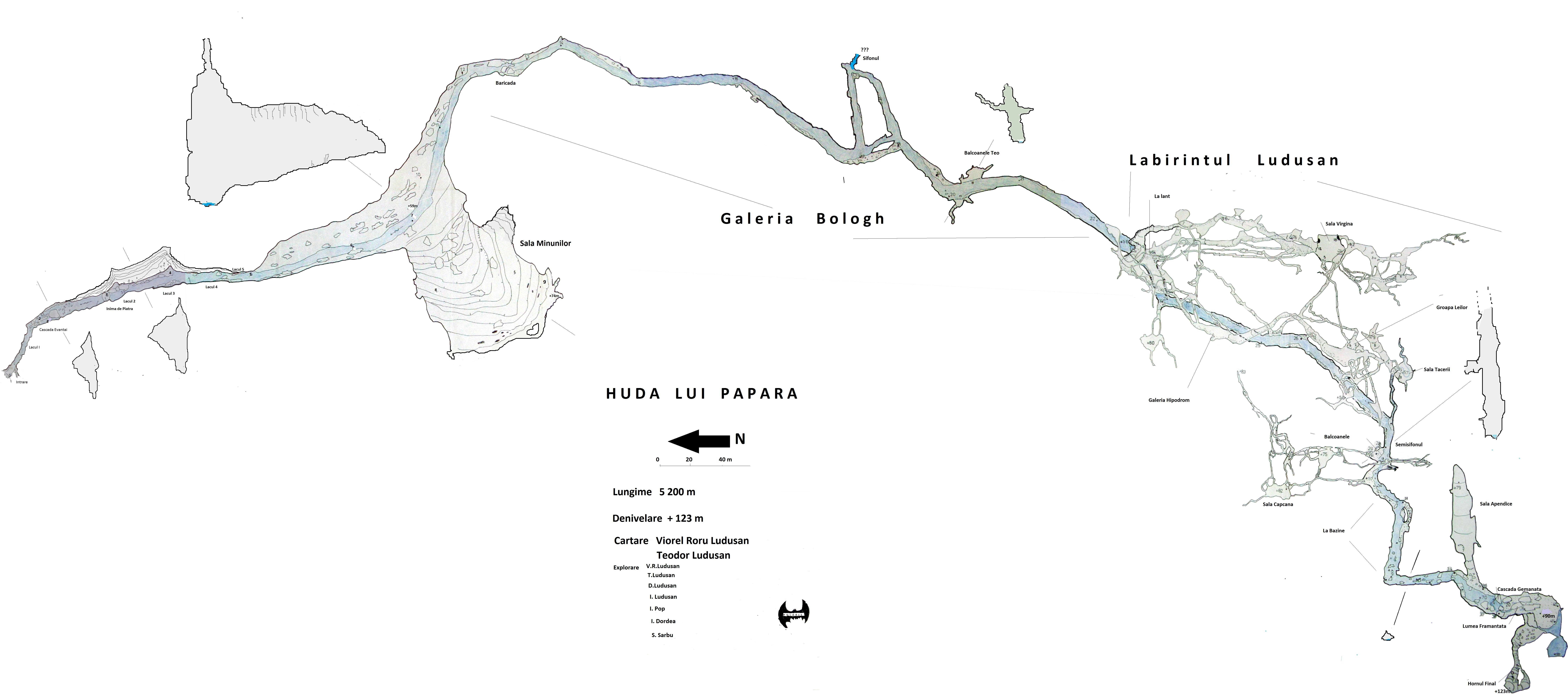
A szolcsvai Búvópatak barlangjának térképe (de Viorel Roru Ludușan)

## Látogatás
A barlang csak gyakorlott barlangászoknak ajánlott. Már a bejáratnál mutatkoznak a nehézségek: a víz mélysége meghaladja az 1 métert, helyenként 1,5 m is lehet. A Legyezővízesésnél mászni kell, úgyszintén a Törpék Országához vezető járatban is. A Labirintusban több helyen is kisebb - nagyobb zsombolyok tarkítják az utat. Az Ikervízesést követő szakaszt szintén csak mászva lehet megközelíteni.
Tartós esőzésekkor, hóolvadáskor a barlang látogatása nem ajánlott. A megnövekvő vízszint elzárhatja a kivezető utat, és előfordulhat, hogy egész folyosók víz alá kerülnek.
Kötelező felszerelés: fényforrás legalább 5-6 órára, gumicsizma, sisak, kötelek / kötéllétrák, hám, karabinerek.
Az aktív járat teljes hosszában A kategóriájú védettséget élvez, a barlang egésze B kategóriás (az 5 / 2000 számú törvény, és a Környezetvédelmi Minisztérium 604 / 2005 rendelete alapján). A téli időszakban a telelő denevérpopuláció védelme érdekében a látogatás nem ajánlott. 2012 nyarától a barlang le van zárva. Látogatása csak a Gyulafehérváron székelő Natura 2000 szervezet előzetes engedélyével lehetséges.

## Barlangi képződmények

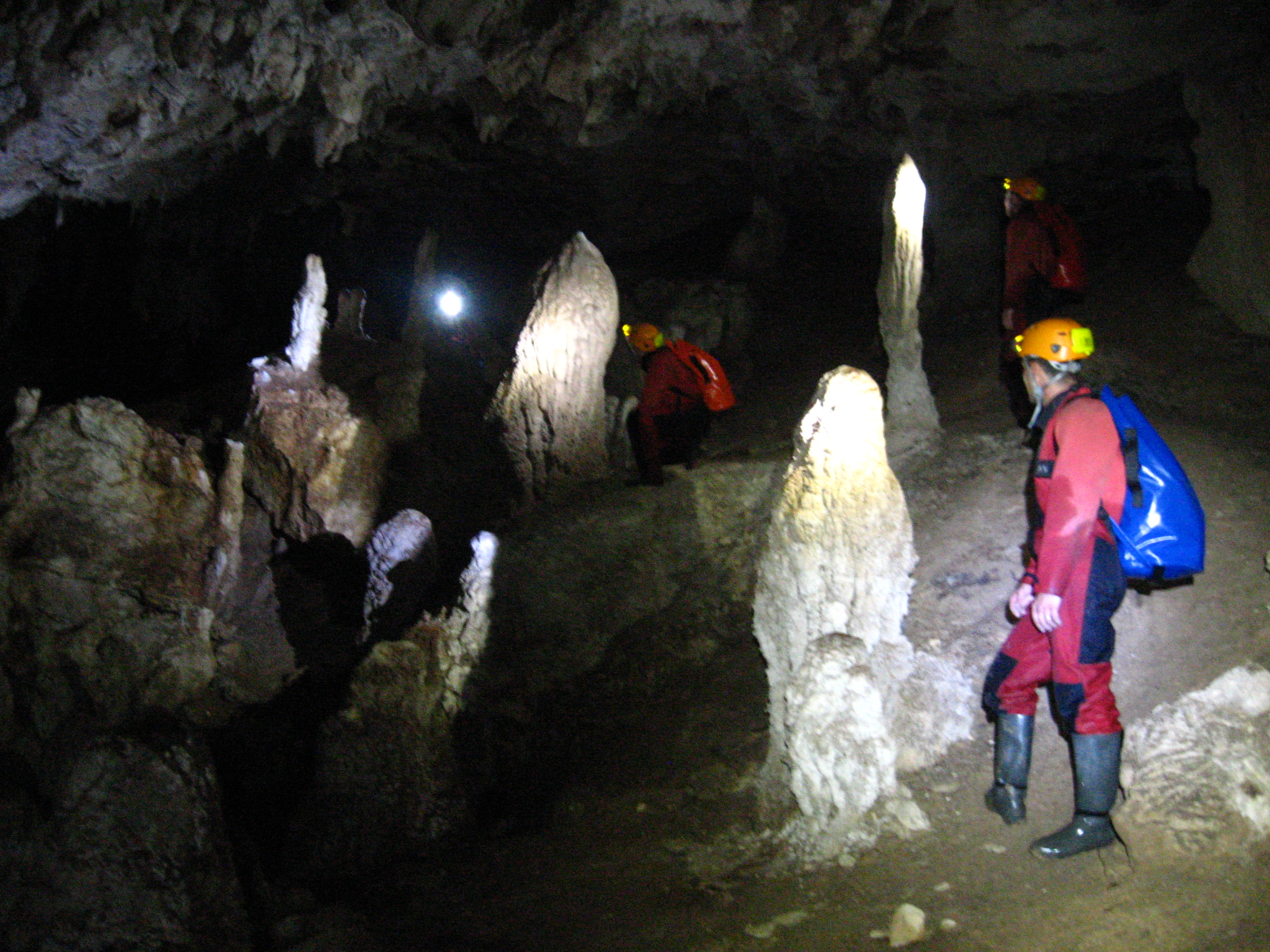
Cseppkőalakzatok a Csodateremben

A barlang főjárata cseppkövekben szegény. A legfeltűnőbb képződmények a Kucsma, a Kis- és Nagy Pántlikagiliszta. Ez utóbbiak, mint a nevük is mutatja, egy-egy kb. 4, illetve 6 méteres, szabályosan ízelt szalagok. További cseppkőfolyások láthatók a Törpék országában, aminek a fő látványossága a járat végén levő Karácsonyfa nevű cseppkőfolyás.
A Csodaterem nagyon gazdag cseppkőképződményekben. A sztalaktitok (függő cseppkövek) általában nem függőlegesek, hanem csavart, ferde formájúak, a kiáramló meleg levegő miatt. A sztalagmitok (álló cseppkövek) változatos méretűek és formájúak. A legnagyobb a Főmufti, egy 2 méter átmérőjű, 6 méter magas cseppkő. A cseppköveket általában részletgazdag, korallszerű képződmények (korallitok). Ilyen „telepeket” a terem alját borító guanóban is láthatunk.
Cseppkőképződésre utaló jeleket nem lehet látni, hanem inkább az oldódásra utaló jeleket láthatunk.
A másik, cseppkövekben gazdag helye a Szűzterem. A terem északi falát egy többméteres cseppkőfolyás díszíti, az alját pedig cseppkőmedencék.
A barlangban denevérguanót is találhatunk a főjáratban a kezdeti szakaszon, és a Csodateremben, amelynek az alját szinte mindenhol borítja.

## Élővilága
A szolcsvai Búvópatak barlangjában van Európa legnagyobb denevérpopulációja. Hat faj körülbelül 5-6000 egyede tanyázik folyamatosan a barlangban. 2007-2008 telén a Kolozsvári Tudományegyetem munkatársai kilenc denevérfaj 84.000 telelő egyedét számoltak össze.
Balogh Ernő említést tesz még néhány állatfajról: Retinella mitidula (csiga), Duvalius biharotrectus (vakfutrinka), Obisium sp (álskorpió), Ischyropsalis sp (csigaevő kaszáspók).
Csak véletlenül sodródhatnak be különböző hal-, kétéltű- és rovarfajok.

## Egyéb látnivalók

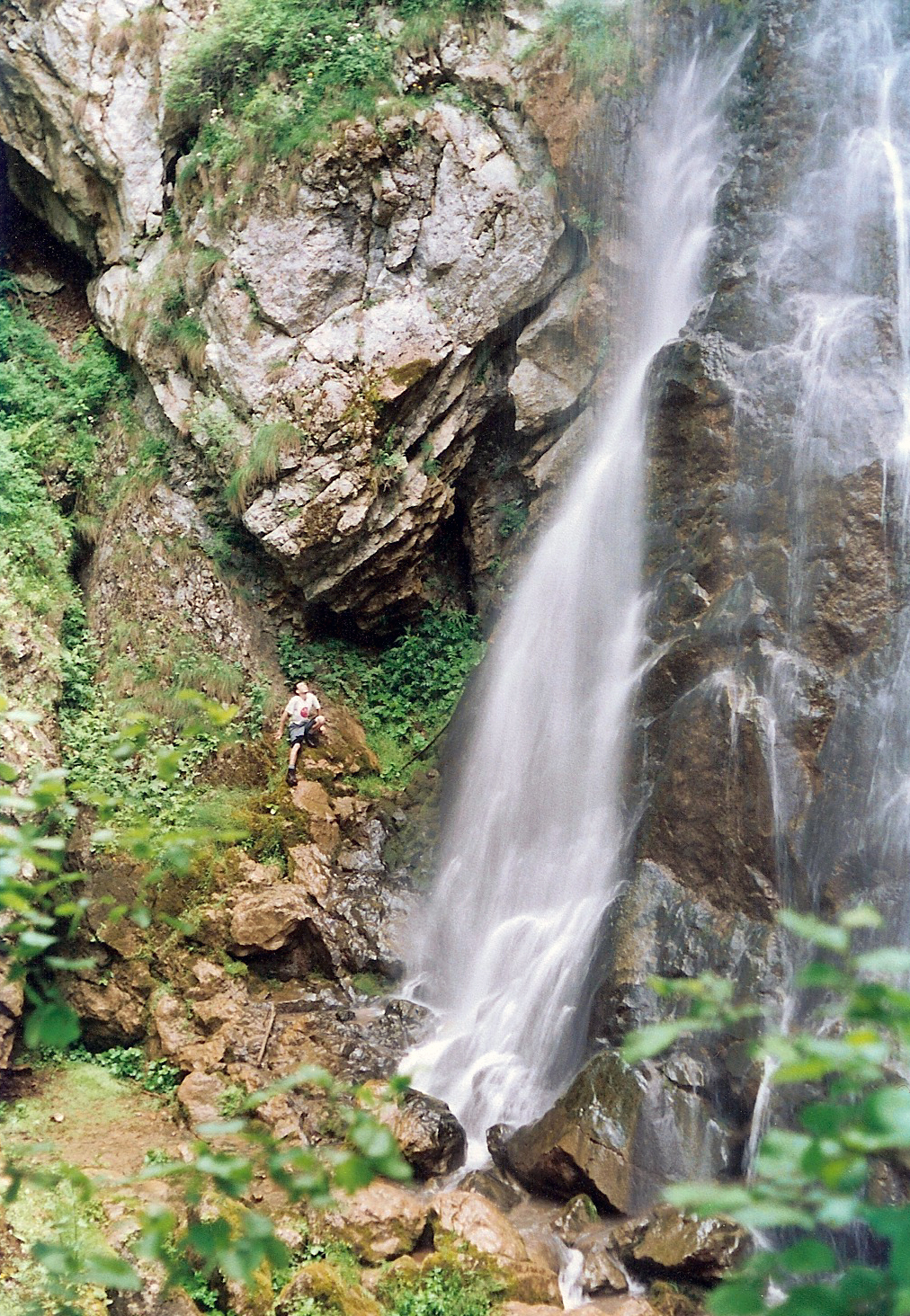
A Poeni patak vízesése

Egy nagyon szép felszíni túra lehet a víznyelő megtekintése. Az út, ami a barlang bejáratától jobbra indul, hamarosan emelkedni kezd, majd az erdőben kanyarog tovább, ugyanakkor ösvénnyé szűkül. Az erdőből kiérve még néhány percnyi kapaszkodó következik. Az ösvény ekkor már nem mindenhol látszik, de eltévedni nem lehet, mert a nyeregben egy jól látható helyen egy 2 méteres kereszt mutatja az útirányt. A keresztet elhagyva egy lejtőn ereszkedünk alá, néhány hangulatos faházikó között. Az utolsó háznál ismét látható lesz az ösvény; ezt követve csakhamar eljutunk a víznyugat dolinája felé épített kilátóhoz. Itt megcsodálhatjuk a 75 méter magasból alázuhanó Poeni-patak vízesését.
Visszatérve az ösvényhez, utunkat a Valea-Larga-i patak irányába folytatjuk. A legközelebbi pont, ahol találkozik az út a patakkal nem alkalmas az átkelésre, de ha jobbra fordulunk (a patak folyásirányával szembe), és néhány tízméternyit haladunk, a patak annyira összeszűkül, hogy száraz lábbal átkelhetünk a túlsó partra. Túljutva, egy ideig a patakot követjük, de az hamarosan eltűnik egy szűk sziklaszorosban, úgyhogy jobbra fordulunk, hogy a dolinába levezető ösvényre rátérjünk. Már fentről nézve is lélegzetelállító a látvány - egy több mint száz méteres függőleges sziklafal zárja el előlünk a kilátást, melynek tövénél látjuk majd meg a víznyugatot. A víznyelő felett, déli irányban, láthatjuk a finom homokos iszappal magasra feltöltődött Kisbarlangot, és egy újabb kanyar után a Poeni-patak vízesésének alsó szakaszához jutunk.
Itt láthatjuk, hogy a víz két úton jut be a barlangba. Az egyiken a Poeni-patak jut be, amelyik a vízesés utáni szakaszában el is bújik egy kútszerű üregben. A fővíznyelőt a Szárazvölggyel egyesült Ponor-patak vize látja el, és nagyobb vízhozam esetén a Poeni-patak vizének egy része is ide jut.
Minthogy a barlang végszifonjának két ága van, feltételezhető, hogy az egyik ág a Poeni-patak folytatása, míg a másik ág a fővíznyelőé. Szárazság idején a Poeni patak vízesése üres szokott lenni, és a Ponor-patak szintje is erősen lecsökken, de a barlangból mégis bőségesen folyik ki víz: vagyis a környék vizei valamilyen rejtett úton lejutnak a barlangba.
Menetidő: 4 óra.